# Isi Foighel
Isi Foighel (født 21. december 1927 i Chemnitz i Tyskland, død 12. september 2007) var en dansk professor, politiker (Konservative Folkeparti) og minister.
Han blev født i Chemnitz i Tyskland i 1927 af jødiske forældre, men familien flygtede til Danmark og senere til Sverige.
Efter 2. verdenskrig blev han student fra Schneekloths Skole i 1946 og cand.jur. fra Københavns Universitet i 1952. I 1961 blev han dr.jur. og fra 1964 professor i retsvidenskab samme sted.
Foighel var i en årrække formand for Dansk Flygtningehjælp. Han var minister for skatter og afgifter i Regeringen Poul Schlüter I fra 10. september 1982 til 10. september 1987, hvorefter han i 1988 blev indstillet og valgt til posten som den danske dommer ved Den Europæiske Menneskerettighedsdomstol, hvor han sad indtil 1998.
I juli 1973 blev Isi Foighel i kølvandet af mordet på en tjener i byen Lillehammer i Norge antastet af den israelske efterretningstjeneste Mossad og henvendte sig personligt, men forgæves, til Lillehammers politi.
Han blev gift første gang i 1953 med Vera, født Heckscher, og siden i 1991 med Edith Moltke-Leth, født Beyer. Han var far til journalisten Hanne Foighel.

## Udgivelser
- Isi Foighel; Hans Gammeltoft-Hansen (1970), Automobilforhandlerkontrakter. en analyse, Nyt Nordisk Forlag Arnold Busck, ISBN 87-17-01238-4, OL 20366440M, Wikidata  Q99518918

## Links
- Mindeord om Isi Foighel Arkiveret 23. oktober 2007 hos  Wayback Machine